# Шипчинский, Валериан Валерианович
Валериа́н Валериа́нович Шипчи́нский (1873, Або, Великое княжество Финляндское — 26 октября 1918, Архангельск, Северная область) — русский метеоролог и климатолог, посвятил жизнь развитию метеорологии как науки в России. Заведовал гидрометеорологической службой Северного Ледовитого океана.

## Биография
Родился в 1873 году в городе Або, в Великом княжестве Финляндском в дворянской семье: отец, Валериан Андреевич Шипчинский, был утверждён в дворянстве Новгородской губернии указом Сената № 9648 от 28 ноября 1860 года. Мать — Нина Андреевна, урождённая Шилова. Братья, Андрей (1885—1967), Николай (1886—1955).
Окончил физико-математический факультет Императорского Санкт-Петербургского университета и был оставлен в должности ассистента на кафедре физической географии, возглавляемой ученым-климатологом А. И. Воейковым.
В 1903 году был приглашён в Лесной институт, где работал на должности ассистента на кафедре физики и метеорологии. Позднее работал наблюдателем Павловской магнитной и метеорологической обсерватории и физиком отделения ежедневного бюллетеня Главной физической обсерватории, где трудился до 1917 года.
С 1909 года руководил кафедрой физики и метеорологии на Высших женских естественно-исторических курсах.
Был членом комиссии Русского географического общества и одним из соавторов словаря Брокгауза и Ефрона.
Организовал Центральную гидрометеорологическую станцию в Архангельске и сеть наблюдательных гидрометеорологических пунктов по берегам Баренцева, Карского и Белого морей, с помощью которых В. В. Шипчинским давались предсказания погоды; кроме того, им были организованы регулярные оповещения о состоянии льдов. С этой целью ежедневно составлялись карты распределения льдов в северных морях на основании телеграфных сообщений. Предпринимались также экспедиции для наблюдений над ледяным покровом Двинской губы.
Шипчинским были разработаны методы предсказания вскрытия и замерзания Северной Двины в её устье и высоких подъёмов воды в реке у Архангельска. Благодаря его деятельности, период навигации был расширен до предельной возможности, что позволило Архангельскому порту во время войны 1914—1918 годов восполнить собою все закрытые порты Чёрного и Балтийского морей.
После 1917 года был ассистентом при кафедре метеорологии Петроградского университета, преподавал на Высших женских естественно-научных курсах.
С 1917 года был губернским правительственным комиссаром Архангельской губернии. В 1916—1918 годах — председатель «Архангельского общества изучения русского севера». Под его редакцией с очень ценными дополнениями напечатаны переводы книг «Климатоведение» В. П. Кёппена и книга К. Касснера «Погода, её предсказание и значение для практической жизни».

## Семья
Дети:
- Дмитрий Валерианович Шипчинский (1905, Санкт-Петербург — 21 июня 1930, СЛОН)[3]
- Анастасия (1907—1977)
- Надежда (1910—1987)
- Раиса (1914—2007)
- Валерия (1916—?)